# Ceroprepes fusconebulella
Ceroprepes fusconebulella är en fjärilsart som beskrevs av Hiroshi Yamanaka och Kirpichnikova 2000. Ceroprepes fusconebulella ingår i släktet Ceroprepes och familjen mott. Inga underarter finns listade i Catalogue of Life.